# Itea parviflora
Itea parviflora är en tvåhjärtbladig växtart som beskrevs av William Botting Hemsley. Itea parviflora ingår i släktet Itea och familjen Iteaceae. Inga underarter finns listade i Catalogue of Life.